# Five Nights at Freddy's: Help Wanted
Five Nights at Freddy's: Help Wanted es un videojuego de terror de realidad virtual independiente desarrollado por Steel Wool Studios y Lionsgate Games, y publicado por Scott Cawthon, siendo la octava entrega de la serie de videojuegos de Five Nights at Freddy's y, cronológicamente, se establece después de los acontecimientos del sexto juego. El juego fue lanzado el 28 de mayo de 2019 para cascos de Oculus Rift y HTC Vive en Microsoft Windows, y cascos de PlayStation VR en PlayStation 4, con un actual lanzamiento para Oculus Quest. Una versión sin realidad virtual fue lanzada el 17 de diciembre de 2019 a través de Steam que, a diferencia del original, está disponible en más plataformas de juegos fuera de Microsoft Windows y PlayStation 4. El 20 de octubre de 2020 se filtro por parte de la desarrolladora Steel Wool Studios, dos vídeos en su canal de Youtube donde revelaron dos tráileres del juego en IOS y Android. El 26 de octubre del 2020, El juego salió para móviles El 29 de octubre, finalmente salió para plataformas Xbox.
El juego es presentado como la "experiencia virtual de Freddy Fazbear", producido por la ficticia empresa de "Fazbear Entertainment" para ayudar a mejorar su imagen pública después de una serie de demandas debilitantes. La jugabilidad se centra en una serie de minijuegos basados en los anteriores juegos de la franquicia, en los que el jugador debe evadir los ataques de los personajes animatrónicos mientras realiza peligrosas tareas de mantenimiento alrededor del restaurante; el canon del juego establece que las anteriores entregas fueron adaptadas como videojuegos en su universo, utilizando "metrajes" de sus "acontecimientos" para encubrirlos.
Five Nights at Freddy's: Help Wanted recibió críticas extremadamente positivas por los medios de la industria, siendo elogiado por el uso de la realidad virtual, y se encuentra entre los videojuegos de realidad virtual más vendidos en Steam.

## Argumento
En los últimos años, la reconocida empresa de "Fazbear Entertainment" ha sido duramente criticada por varios incidentes y desastres que, supuestamente, ocurrieron en sus diversas ubicaciones (refiriéndose a los acontecimientos de las anteriores entregas), siendo establecidos como leyendas urbanas; por desgracia, este problema es agravado por una serie de videojuegos de terror basados en las leyendas, habiendo sido creados por un desarrollador independiente no identificado. En un intento por revertir la mala reputación que estos rumores están ocasionando, la empresa decide crear la "experiencia virtual de Freddy Fazbear", un videojuego de realidad virtual destinado a aclarar los rumores para convencer a los jugadores de que aquellos acontecimientos fueron completamente ficticios. Sin embargo, esta narrativa es contradicha por dieciséis cintas de casete escondidas en todo el juego, que contienen registros grabados por uno de los desarrolladores.
Sirviendo como una advertencia para futuros jugadores, las cintas exponen una demanda judicial que ocurrió durante el desarrollo del juego, involucrando a un empleado anterior, que amenazó con su finalización. Además, se revela que "Fazbear Entertainment" contrató al desarrollador independiente para crear los juegos basados en las supuestas leyendas, antes de despedirlo; los juegos fueron parte de una elaborada táctica para desacreditar los rumores que rodeaban a la empresa. Más importante aún, las cintas advierten sobre un malicioso código que, misteriosamente, se cargó al juego desde la placa de circuito de un antiguo personaje animatrónico, tomando la forma de una aberrante entidad conocida como "Glitchtrap". La identidad de este personaje es desconocida, pero hay múltiples teorías de fans que intentan responderlo. Una de las teorías mas aceptadas es "GlitchMimic", que conecta a Glitchtrap con "The Mimic", un endoesqueleto capaz de imitar las acciones que ve, introducido por primera vez en los libros de "Tales from the Pizzaplex", esto basado en que ciertas partes del diseño de Glitchtrap coinciden con descripciones dadas a "Edwin", creador de The Mimic,y que Hand Unit menciona que se usó placas "vintage" que podían "recrear digitalmente espectáculos y personalidades del pasado en un instante".
Después de este punto, se pueden obtener tres finales completamente distintos, dependiendo de las acciones del jugador:
- Completando todos los niveles, el jugador entrará en una habitación oscura rodeado de animatrónicos y una cinta. Glitchtrap aparecerá e indicará que lo sigan detrás de una cortina. Tras esto, el jugador aparecerá en un escenario mientras comienza un espectáculo, revelando que se ha "convertido" en un animatrónico y ahora está atrapado para siempre en el juego a la vez que Glitchtrap baila alegremente en el fondo.
- Siguiendo las indicaciones de las cintas, el jugador logra matar a Glitchtrap al realizar un reinicio forzoso del juego durante el proceso de posesión, dando como resultado que esta maliciosa entidad sea borrada de la existencia. Sin embargo, una última cinemática revela que, de alguna manera, Glitchtrap no fue completamente destruido.[10]

- Ingresando a una habitación con huellas y rasguños por todas partes, Glitchtrap se le aparecerá al jugador, indicándole que guarde silencio antes de desaparecer en la oscuridad. Acto seguido, el jugador, cuyo nombre es revelado como "Vanny", una seguidora de Afton, recibirá un peluche antes de salir del juego. Ella le dice al peluche que nadie sospecha nada, asegurándole que no lo va a decepcionar; esto implica que Glitchtrap logró poseer al peluche para transportarse al mundo real.

Una escena poscréditos será desbloqueada al completar los tres finales, revelando que "Fazbear Entertainment" está preparando la construcción de un modernizado centro comercial que será inaugurado muy pronto, presagiando los acontecimientos de la octava entrega.

## Jugabilidad
Five Nights at Freddy's: Help Wanted es un videojuego de realidad virtual con elementos de terror; el juego contiene cincuenta minijuegos a los que se puede acceder desde el menú. Muchos de estos minijuegos recrean la mecánica de las anteriores entregas de la serie, con sus controles siendo adaptados para adecuarse mejor a un entorno visual en 3D. Los minijuegos están divididos en grupos por su entrega correspondiente, ordenándose por dificultad creciente (por ejemplo, el minijuego de la primera noche del grupo de Five Nights at Freddy's es más fácil que la segunda noche, y así sucesivamente). En todos los minijuegos, ser asesinado por los animatrónicos resultará en un «game over».
Five Nights at Freddy's inspira cinco minijuegos que recrean cada uno de los cinco niveles (denominados como "noches") del juego. Desde su oficina de seguridad, el jugador debe sobrevivir a un turno nocturno completo, conservando su energía limitada y evitando los ataques de los cuatro animatrónicos originales, que pueden ser observados a través de las cámaras de seguridad. Todos los elementos visuales del juego son actualizados desde «renders» en 2D a modelos en 3D, y todos los botones o controles son distribuidos alrededor de la oficina en 3D para que el jugador interactúe físicamente. Por ejemplo, la alimentación de las cámaras que anteriormente ocultaba la pantalla completa del jugador, ahora es mostrada a través de un monitor en el escritorio del jugador.
Tanto Five Nights at Freddy's 2 como Five Nights at Freddy's 3 son adaptados de manera similar, con efectos actualizados y una interfaz de usuario concreta.
Five Nights at Freddy's 4 inspira dos tipos diferentes de minijuegos; los minijuegos de Night Terrors adaptan la jugabilidad de algunos de sus niveles principales, en los que el jugador intenta evitar que los animatrónicos ingresen a su habitación, abriendo y cerrando las puertas de manera estratégica. Algunos de estos minijuegos permiten que el jugador se "teletransporte" a diferentes ubicaciones dentro de su visión, siendo un método común de locomoción de realidad virtual. El minijuego de "Fun with Plushtrap" del juego original es adaptado como uno de los minijuegos de Dark Rooms, en el que el jugador debe usar una linterna para ubicar pequeños animatrónicos alrededor de un área no iluminada.
Five Nights at Freddy's: Sister Location, que está compuesto por varios minijuegos, presta su mecánica a múltiples tipos de minijuegos; los minijuegos de Parts & Service requieren que el jugador realice tareas de mantenimiento en varios animatrónicos, abriendo compartimientos e intercambiando partes alrededor de sus cuerpos, mientras que los minijuegos de Vent Repair, que se llevan a cabo en un eje de mantenimiento, requieren que el jugador resuelva acertijos al mover palancas y presionar botones mientras repele a los animatrónicos con un faro; un minijuego tanto de Night Terrors como de Dark Rooms también es adaptado para Sister Location.
Ganar cada minijuego en una dificultad moderada desbloquea su contraparte, que es un modo de dificultad avanzada que agrega distracciones visuales y/o auditivas a cada juego (por ejemplo, globos flotando por la habitación, música a todo volumen, etcétera). Ganar todos los minijuegos en ambos modos de dificultad desbloquea un último minijuego conocido como Pizza Party que, a diferencia de los demás, es un laberinto que utiliza el movimiento de teletransportación.
En los distintos minijuegos, se encuentran escondidas unas monedas coleccionables junto a una serie de cintas de casete. Recolectar estas monedas desbloquea una variedad de juguetes virtuales con los que se puede jugar en el mostrador de premios del menú, mientras que recolectar las cintas desbloquea unos registros de audio que el jugador puede escuchar.

### Contenido descargable
- Curse of Dreadbear es un paquete de contenido descargable con temática de Halloween para Five Nights at Freddy's: Help Wanted, dividido en tres partes con varias "oleadas" de nuevos minijuegos lanzados el 23 de octubre, el 29 de octubre y el 31 de octubre de 2019, haciendo un total de diez minijuegos.[16] Este paquete incluye nuevos personajes animatrónicos, animatrónicos de entregas anteriores y un menú con temática de Halloween.[17]
  - Algunas de las nuevas etapas son versiones renovabas de minijuegos existentes, como una versión de los minijuegos de Five Nights at Freddy's titulada como Danger! Keep Out!. Los nuevos modos de juego notables incluyen una galería de tiro similar al Buzz Lightyear's Space Ranger Spin de Walt Disney World, un laberinto de maíz de circulación libre y una línea de ensamble en la que el jugador debe construir un animatrónico.
- Five Nights at Freddy's: Help Wanted es la versión sin realidad virtual del juego; las únicas dos nuevas incorporaciones son una pantalla de carga y una imagen «teaser» para una próxima entrega, que hasta ahora solo tiene un nombre clave: Five Nights at Freddy's 9.

## Desarrollo
El 19 de agosto de 2018, Scott Cawthon confirmó mediante una publicación en los foros de la comunidad de Steam que iba a hacer un videojuego de realidad virtual de Five Nights at Freddy's en colaboración con un estudio no especificado. El 25 de marzo de 2019, durante la transmisión en vivo del «State of Play» de Sony Interactive Entertainment, que anuncia varios videojuegos nuevos que llegarán a PlayStation 4, se mostró un tráiler oficial anunciando el juego, confirmando que el desarrollador era Steel Wool Studios. El juego debutó públicamente en el Penny Arcade Expo desde el 28 hasta el 31 de marzo de 2019, y estuvo disponible en demostraciones posteriores de PlayStation VR antes de su lanzamiento.
Inicialmente, Cawthon estuvo en conversaciones con Steel Wool Studios con la idea de recrear la primera entrega en realidad virtual, y le gustó tanto la primera prueba de concepto del estudio que amplió su plan inicial para recrear todas las demás secuelas, confirmando así que el juego era la séptima entrega de la serie. Muchos aspectos de los diseños de personajes de Cawthon tuvieron que ser actualizados para parecer más convincentes con la esperanza de provocar miedo en un entorno en 3D, incluyendo sus movimientos y detalles más finos.

### Lanzamiento
Five Nights at Freddy's: Help Wanted fue lanzado el 28 de mayo de 2019 por primera vez como un videojuego de realidad virtual para cascos de Oculus Rift y HTC Vive en Microsoft Windows a través de Steam, y para cascos de PlayStation VR en PlayStation 4. El 17 de diciembre de 2019 se lanzó una versión sin realidad virtual para Microsoft Windows a través de Steam, con un  lanzamiento para Oculus Quest. 

## Recepción
Five Nights at Freddy's: Help Wanted recibió críticas generalmente positivas, con Metacritic asignándole una puntuación de 80 sobre 100 a la versión para PlayStation 4, siendo elogiado por su uso efectivo de la realidad virtual y su éxito en la introducción de nuevas mecánicas a la vez que preserva la sensación y atmósfera de las entregas originales, siendo totalmente accesible para jugadores nuevos en la serie. Sin embargo, el frecuente uso de «Sustos repentinos» del juego fue criticado por hacer que, con el tiempo, sea menor aterrador y más desagradable para algunos jugadores.
El juego se encuentra entre los "Juegos de terror favoritos de 2019" de PlayStation y es uno de los 30 juegos de realidad virtual más vendidos en Steam. Además, fue nominado a los premios New York Video Game Awards de 2020 en la categoría de "Mejor juego de realidad virtual o realidad aumentada".